# Abbas Mirza-moskee
De Abbas Mirza-moskee was een 19-eeuwse sjiitische moskee in Jerevan, de hoofdstad van Armenië.
Abbas Mirza, in de achttiende eeuw werd het kasteel gebouwd vlak bij de moskee in Jerevan. De moskee werd gebouwd aan het begin van de negentiende eeuw, tijdens het bewind van de laatste khan (gouverneur) van het Kanaat Jerevan, Huseyn Khan. Het werd Abbas Mirza Jami genoemd, naar de Kadjaarse kroonprins Abbas Mirza, de zoon van shah Fath'Ali.
De façade van de moskee was bedekt met groen en blauw glas, wat de Perzische bouwstijlen weerspiegelde. Na de verovering van Jerevan door de Russen werd de moskee gebruikt als arsenaal. De moskee werd na de verovering door Russische troepen omgebouwd tot kazerne.Tijdens het Sovjettijdperk was de moskee, samen met de christelijke gebouwen, verlaten en sindsdien is alleen het frame van de moskee bewaard gebleven.